# Mellan-Grevie socken
Mellan-Grevie socken i Skåne ingick i Oxie härad, ingår sedan 1974 i Vellinge kommun och motsvarar från 2016 Mellan-Grevie distrikt.
Socknens areal är 4,85 kvadratkilometer varav 4,79 land. År 2000 fanns här 137 invånare. Kyrkbyn Mellan-Grevie med sockenkyrkan Mellan-Grevie kyrka ligger i socknen. 

## Administrativ historik
Socknen har medeltida ursprung. 
Vid kommunreformen 1862 övergick socknens ansvar för de kyrkliga frågorna till Mellan-Grevie församling och för de borgerliga frågorna bildades Mellan-Grevie landskommun. Landskommunen uppgick 1952 i Månstorps landskommun som upplöstes 1974 då denna del uppgick i Vellinge kommun. Församlingen uppgick 2002 i Vellinge-Månstorps församling.
1 januari 2016 inrättades distriktet Mellan-Grevie, med samma omfattning som församlingen hade 1999/2000.  
Socknen har tillhört län, fögderier, tingslag och domsagor enligt vad som beskrivs i artikeln Oxie härad. De indelta soldaterna tillhörde Södra skånska infanteriregementet,  Skytts kompani och Skånska dragonregementet, Malmö skvadron, överstelöjtnantens kompani.

## Geografi
Mellan-Grevie socken ligger sydost om Malmö. Socknen är en odlad slättbygd på Söderslätt.

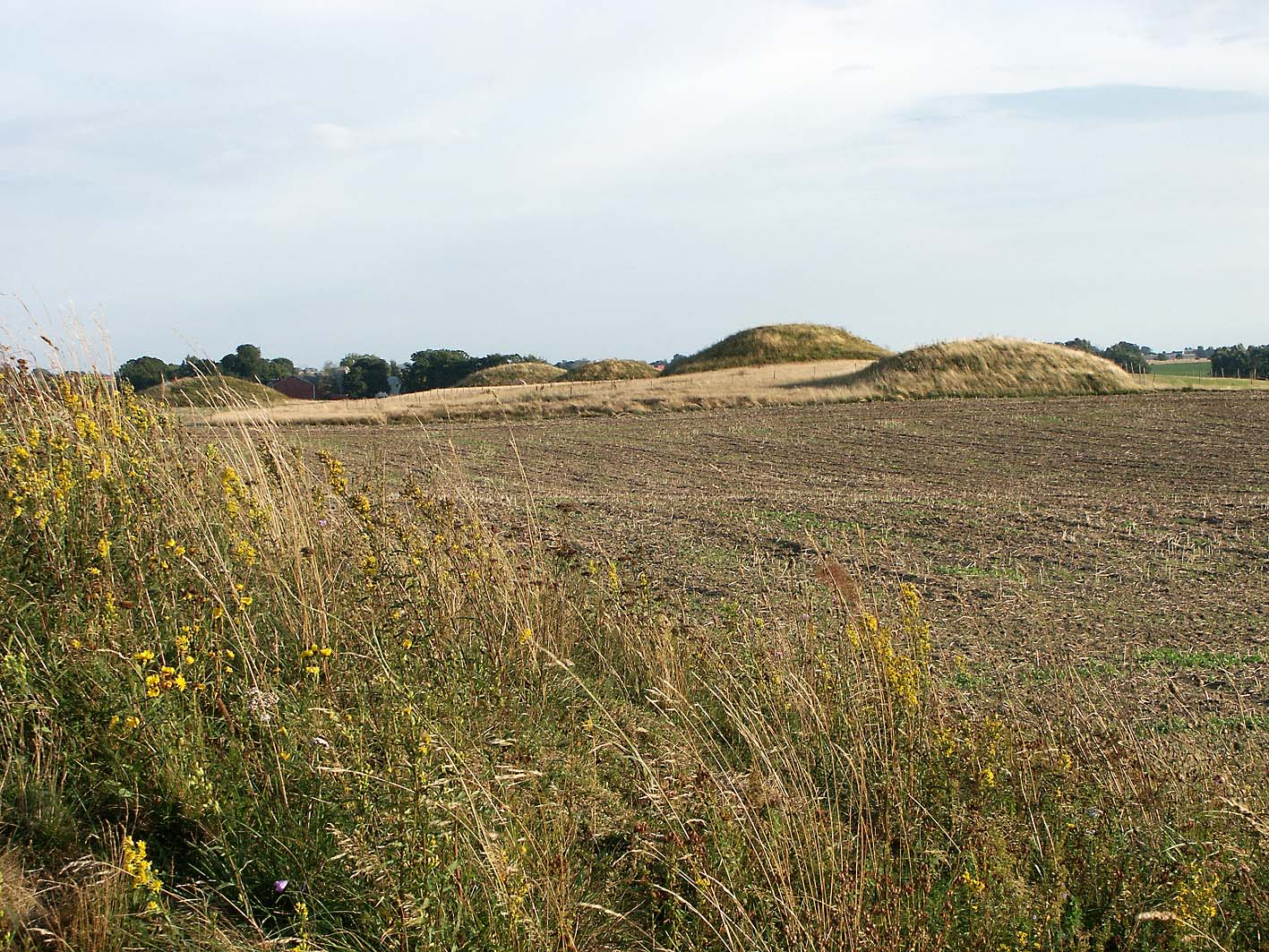
Bolmers högar

## Fornlämningar
Minsta elva boplatser och lösfynd från stenåldern är funna. Från bronsåldern finns fyra gravhögar, bland dem finns Bolmers högar.

## Namnet
Namnet skrevs 1346 Myäthlestägrewöyä och kommer från kyrkbyn. Namnet innehåller gravhög. Mellan (mellersta) avser läget mellan Östra Grevie och (västra) Grevie i Södra Åkarps socken..